# Ko Libong
Ko Libong, thailändska เกาะลิบง, är en ö som ligger i provinsen Trang i den Södra Thailand, i Thailand.

## Geografi
Ön Ko Libong är tillika områdets tambon och ingår i distriktet Kantang tillsammans med övriga öar i Mu Ko Libong-arkipelagen och en mindre del av kuststräckan vid Kantang. Ko Libong är Trangprovinsens största ö, med 30 minuters båtfärd från Kantang, vid hamnpiren Hat Yao Ban Chao Mai. Ko Libong är känd för sin flora och fauna och för sina sandstränder. 
På östkusten vid Laem Ju Hoi finns ett stort område med mangroveskog som åtnjuter skydd som ”Libong Archipelago Wildlife Reserve”. Här finns ett av de få kvarvarande bestånden av dugonger. Dugongen är ett kustlevande däggdjur som är helt anpassat till ett liv i vatten. Den är mycket skygg och iakttas sällan, eftersom den andas med bara en liten del av huvudet med näsborrarna över vattenytan. I reservatet finns 40 – 100 individer.

### Öar i Mu Ko Libong
Följande öar ingår i Mu Ko Libong-arkipelagen:
| Ö            | Huvudstad | Andra bosättningar                                                          | Area (km2) | Invånarantal |
| ------------ | --------- | --------------------------------------------------------------------------- | ---------- | ------------ |
| Ko Kradan    | Ko Kradan | Ao Yangalong, Ao Paradise Lost, Ao Niang, Ao Phai, Ao Rongthao, Ao Chonglom | 2,44       | 400          |
| Ko Libong    | Maphrao   | Klong Wa, Batubute, Lungkhao                                                | 35,00      | 3500         |
| Ko Muk       | Ko Muk    | Ao Klang, Ao Sapanyao, Ao Hua Laem, Ao Phangka, Ao Hua Non, Ao Farang       | 8,14       | 2000         |
| Övriga öar   | Ko Nok    |                                                                             | 0,5        | 0            |
| Mu Ko Libong | Maphrao   | Klong Wa, Batubute, Lungkhao, Ko Muk                                        | 46,00      | 5900         |

## Befolkning
Folkmängden på ön var 3500 personer år 2012. Befolkningen är huvudsakligen muslimer och lever av fiske och småskaligt jordbruk, eller arbetar i traktens gummiplantager.
Den uråldriga traditionen med att bränna kokosnötskal vid slutet av fastan i Ramadan praktiseras alltjämt i byn Ban Mod Tanoy.

## Ekonomi
Att samla svalbon har varit en inkomstkälla på Ko Libong i århundraden. På Ko Libong har samlandet upphört, men fortsätter på andra öar i området, på Ko Muk, Ko Petra och Ko Laolieng och i grannprovinserna Phatthalung, Krabi och Phang Nga. Svalbon skördas tre gånger per år, I februari, april och juli-augusti. Vid den tredje skörden väntar samlarna tills fågelungarna blivit flygfärdiga.

## Klimat
Det tropiska klimatet i Thailand är ett sommarmonsunklimat, med kraftiga monsunregn från maj till oktober och torrtid från oktober till maj. Det är svalast i slutet av regntiden och början på torrtiden. I slutet av torrtiden kan det vara 34–37 grader varmt.